# Jasper Park Lodge
Jasper Park Lodge är ett samhälle i Kanada.   Det ligger i provinsen Alberta, i den centrala delen av landet, 3 100 km väster om huvudstaden Ottawa. Jasper Park Lodge ligger 1 036 meter över havet och antalet invånare är 3 907. Det ligger vid sjöarna  Beauvert Lake och Mildred Lake.
Terrängen runt Jasper Park Lodge är bergig åt sydost, men åt nordväst är den kuperad. Jasper Park Lodge ligger nere i en dal.Runt Jasper Park Lodge är det mycket glesbefolkat, med 5 invånare per kvadratkilometer.. Det finns inga andra samhällen i närheten.
I omgivningarna runt Jasper Park Lodge växer i huvudsak barrskog.